# أولني كايو
أولني كايو (بالبرتغالية: Wolnei Caio‏) (10 أغسطس 1968 في البرازيل – )؛ هو لاعب كرة قدم سابق كان يلعب كلاعب وسط.

## وصلات خارجية
- أولني كايو على موقع رابطة كرة القدم اليابانية للمحترفين (اليابانية)
- أولني كايو على موقع قاعدة بيانات كرة القدم.إي يو (الإنجليزية)
- أولني كايو على موقع Soccerway.com (الإنجليزية)
- أولني كايو على موقع عالم كرة القدم.نت (الإنجليزية)